# Concert spirituel
Concert spirituel (französisch: „geistliches Konzert“) ist die Bezeichnung für eine Konzertveranstaltung, die von 1725 bis 1791 in Paris bestand und wegweisend für den Musikgeschmack im Frankreich des 18. Jahrhunderts war.

## Die Organisatoren

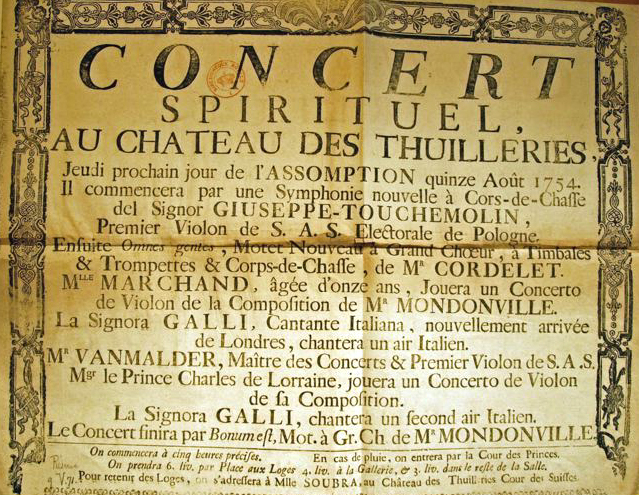
Plakat des Concert spirituel von 15. August 1754

Vor dem Entstehen der Concerts spirituels war es in Paris schwierig, öffentliche Konzerte zu organisieren, wegen eines Privilegs, welches die königliche Musikakademie (Académie royale de musique) hatte. Die Konzertreihe wurde durch den Komponisten und Oboisten der königlichen Kapelle Anne Danican Philidor (1681–1728, Bruder von François-André Danican Philidor) ins Leben gerufen, der die Erlaubnis hierzu von König Louis XV. und von der Akademie erhalten hatte, unter folgenden Bedingungen: Die Konzerte durften nur an Tagen abgehalten werden, an denen die Oper wegen katholischer Feiertage nicht spielte, dies waren etwa 30 Tage im Jahr. Außerdem war der Akademie eine erhebliche Geldsumme zu entrichten. Das erste Konzert konnte am 17. März 1725 gegeben werden, wobei ein Concerto grosso von Arcangelo Corelli und zwei Motetten von Michel-Richard Delalande auf dem Programm standen. Die Konzerte fanden von März 1725 bis zum 13. April 1784 im Konzertsaal (Salle des Cent-Suisses) des Tuilerienpalastes statt, einem Saal von 17 m Breite, 19 m Länge und einer Höhe von neun Metern, in dem bis zu 100 Musiker und 1800 Zuhörer Platz fanden. Somit war in Paris der erste dauerhaft nutzbare Konzertsaal Frankreichs entstanden. Vom 16. April 1784 bis zum 1. November 1789 nutzte man den provisorischen Theatersaal auf der Bühne des Théâtre des Tuileries und vom 24. Dezember 1789 bis zum 2. Februar 1790 den Saal des Théâtre-Italien.
Philidor schloss sich mit Michel Delannoy als Organisatoren zusammen. Ab 1728 ging das Konzertprivileg auf Pierre Simart und Jean-Joseph Mouret über. 1731 wurden neue Bedingungen mit der Akademie ausgehandelt, welche die Organisatoren vor finanzielle Probleme stellten.
Wegen dieser Schwierigkeiten übernahm die Akademie im Dezember 1734 selbst die Leitung der Konzerte, welche sie bis 1748 innehatte. Danach wechselte die Leitung der Konzerte mehrfach. Von 1755 bis 1762 leitete Jean-Joseph Cassanéa de Mondonville die Konzerte in absolutistischer Manier. 1771 gingen die Konzerte in die Hände der Stadt Paris über. Als Leiter setzte die Stadt Pierre-Montan Berton ein, 1773 Simon Leduc und François-Joseph Gossec, ab 1777 den Sänger Joseph Legros. 1778 schuf Mozart im Auftrag Legros’ seine Pariser Sinfonie für die Veranstaltungsreihe, und im gleichen Jahr trat der deutsche Tenor Anton Raaff bei neun Konzerten auf.

## Repertoire und Musiker
Laut einer Vereinbarung mit der Akademie durften zu Beginn keine französische Musik und keine Opern aufgeführt werden. So kamen anfänglich zeitgenössische Sakralmusik und italienische Musik, weltliche Kantaten und Opernarien zur Aufführung. Erst ab 1727 durfte auch französische Musik gegeben werden.
Die Concerts spirituels waren auch die Gelegenheit, die auf Jean-Baptiste Lully zurückgehenden Grands motets aufzuführen. Im Laufe der Zeit wurde mehr und mehr Instrumentalmusik aufgeführt, so konnten sich Musiker wie Pierre Baillot und Jean-Baptiste Barrière hier einen Namen machen.
Auch zahlreiche ausländische Komponisten und Interpreten hatten hier Auftritte. 1737 führte Georg Philipp Telemann seine Werke auf; später hatte Joseph Haydn mit mehreren Sinfonien und seinem Stabat mater großen Erfolg, ebenso Antonio Salieri, der für die Institution 1787 die oratorische Kantate Le Jugement dernier schrieb. Am 17. März 1782 trat Giovanni Battista Viotti erstmals mit großem Erfolg im Concert spirituel auf. Hingegen konnte Wolfgang Amadeus Mozart bei seinem zweiten Parisaufenthalt 1778 nicht mehr die Gunst des Publikums gewinnen und musste gar ohne Bezahlung wieder abreisen. Auch Jean-Philippe Rameaus Misserfolg bei den Konzerten war so groß, dass er hier nur einmal auftrat.
Bei den insgesamt 1280 Konzerten in der Geschichte von Concert spirituel wurden Werke von rund 500 heute zum Teil vergessenen Komponisten aufgeführt.

## Gegenwart
Im Jahr 1988 gründete der Barockspezialist Hervé Niquet unter dem Namen Le Concert Spirituel ein Ensemble, das das Repertoire der französischen Musik des 18. Jahrhunderts auf historischen Instrumenten zur Aufführung bringt.